# Little League World Series 1993
Koordinaten: 41° 13′ 45″ N, 77° 0′ 2″ W
Die Little League World Series 1993 war die 47. Austragung der Little League Baseball World Series, einem internationalen Baseballturnier für Knaben zwischen 11 und 12 Jahren. Gespielt wurde in South Williamsport.
Die Mannschaften aus Chinese Taipei und der Dominikanischen Republik wurden vor Beginn des Turniers disqualifiziert. Die Taiwanesen auf Grund einer Regel das Schulen mit mehr als 1.000 Schülern mindestens vier Teams pro Altersklasse anmelden müssen, es wurde aber nur eine Mannschaft bei 2.100 Schülern gemeldet. Die Dominikaner wegen Verstössen gegen die Alters- und Lokalitätsregelungen. Für diese Teams wurden die Mannschaften aus Panama und den Nördlichen Marianen nachgemeldet.

## Teilnehmer
| Vereinigte Staaten                  | International                                   |
| ----------------------------------- | ----------------------------------------------- |
| Bedford, New Hampshire Region Ost   | Kaiserslautern, Deutschland Region Europa       |
| Richmond, Virginia Region Süd       | Garapan, Nördliche Marianen Region Ferner Osten |
| Long Beach, Kalifornien Region West | North Vancouver, British Columbia Region Kanada |
| Hamilton, Ohio Region Zentral       | David, Panama Region Lateinamerika              |

## Ergebnisse
Die Teams wurden in zwei Gruppen eingeteilt. Jeder spielte gegen Jeden in seiner Gruppe, die beiden Ersten spielten gegeneinander den Finalplatz aus.

### Vorrunde

#### Gruppe Vereinigte Staaten
| Platz | Region  | W | L | %     |
| ----- | ------- | - | - | ----- |
| 1.    | West    | 3 | 0 | 1.000 |
| 2.    | Ost     | 2 | 1 | 0.667 |
| 3.    | Zentral | 1 | 2 | 0.333 |
| 4.    | Süd     | 0 | 3 | 0.000 |

| Datum      | Begegnung | Begegnung | Begegnung | Ergebnis |
| ---------- | --------- | --------- | --------- | -------- |
| 23. August | Süd       | –         | Ost       | 0:1      |
| 23. August | West      | –         | Zentral   | 8:0      |
| 24. August | West      | –         | Süd       | 12:8     |
| 24. August | Zentral   | –         | Ost       | 0:1      |
| 25. August | West      | –         | Ost       | 21:1     |
| 25. August | Süd       | –         | Zentral   | 0:1      |

#### Gruppe International
| Platz | Region        | W | L | %     |
| ----- | ------------- | - | - | ----- |
| 1.    | Europa        | 2 | 1 | 0.667 |
| 2.    | Lateinamerika | 2 | 1 | 0.667 |
| 3.    | Kanada        | 1 | 2 | 0.333 |
| 4.    | Ferner Osten  | 1 | 2 | 0.333 |

| Datum      | Begegnung    | Begegnung | Begegnung     | Ergebnis |
| ---------- | ------------ | --------- | ------------- | -------- |
| 23. August | Kanada       | –         | Lateinamerika | 0:6      |
| 23. August | Europa       | –         | Ferner Osten  | 7:3      |
| 24. August | Ferner Osten | –         | Lateinamerika | 1:4      |
| 24. August | Kanada       | –         | Europa        | 8:1      |
| 25. August | Kanada       | –         | Ferner Osten  | 3:4      |
| 25. August | Europa       | –         | Lateinamerika | 5:1      |

### Finalrunde
|  | US und Intern. Finale | US und Intern. Finale |               |      | Weltmeisterschaft | Weltmeisterschaft |
|  |                       |                       |               |      |                   |                   |
|  | 26. August            |                       |               |      |                   |                   |
|  | IN2 Lateinamerika     | 5                     |               |      |                   |                   |
|  | IN1 Europa            | 0                     |               |      | 28. August        | 28. August        |
|  |                       |                       | Lateinamerika | 2    |                   |                   |
|  | 26. August            | 26. August            |               | West | 3                 |                   |
|  | US2 Ost               | 0                     |               |      |                   |                   |
|  | US1 West              | 11                    |               |      |                   |                   |
|  |                       |                       |               |      |                   |                   |